# Glenea nudipennis
Glenea nudipennis är en skalbaggsart som beskrevs av Stefan von Breuning 1953. Glenea nudipennis ingår i släktet Glenea och familjen långhorningar. Inga underarter finns listade i Catalogue of Life.